# Дејан Стојановић
Дејан Стојановић (Пећ, 11. март 1959) српско-амерички је песник, публициста и бивши новинар.

## Биографија
Рођен је у Пећи, у тадашњој Аутономној косовско-метохијској области, 11. марта 1959. године. Преселио се са породицом у Сутоморе, 1972. године. Стојановић је завршио права на Универзитету у Приштини.
Ране 1978. почео је да пише поезију. Објавио је своје прве радове у неким од најзначајнијих листова и часописа у бившој Југославији – загребачком Оку и Јединству и Стремљењима у Приштини. Раних осамдесетих, постао је секретар, па затим председник Књижевног клуба Карагач у Пећи. Направио је неколико интервјуа са значајним косовским уметницима. Његова прва књига песма, Круговање, објављена је 1993.
Као млад писац, 1986. био је награђен на литерарном фестивалу, Октобарска свитања, у Бору у конкуренцији од око 200 песника из целе бивше Југославије. Касних осамдесетих прошлога века постао је члан Управног одбора Књижевне омладине Србије.
Године 1990. основао је компанију Метох и планирао издавачку делатност, али од тога није испало ништа. Током последњих неколико година, Стојановић је почео да пише на енглеском.

## Спаљени рукописи и библиотека
Неколико стотина страница његових рукописа, заједно с библиотеком од преко хиљаду књига, спалили су милитантни Албанци после завршетка рата на Косову 1999. у пословним просторијама његовог брата у центру Пећи.

## Критика
| „                | Стојановићев песнички концепт управо указује на једну мисаону основу која има филозофске и поетичке референце.... У поезији низа српских песника, чак и оних који припадају кругу такозваних чистих лиричара (Црњански) наилазимо на елементе појединих филозофских система или праваца који су постали песничке, чулне чињенице, као што се ово дешава и у поезији наглашено чулних, метафизичких песника (Бранко Миљковић). Зато се може рећи да помињање „атома“, „нечујне мелодије“, „елемената“ ... у Стојановићевој поезији несумњиво упућује на предсократовску мисао, или ону прву, изворну филозофију, у којој Биће и мишљење још увек нису били одвојени. Атомисти, питагорејци, филозофија праелемената, или Зенонове апорије – то су упоришта Стојановићеве поезије. | ” |
| — Милослав Шутић | |   |

Осамдесетих година прошлога века, Алек Вукадиновић своје мишљење о Стојановићу и његовој поезији исказао је овим речима:
| „                  | Специфичан, изненађујуће оригиналан, изван токова колективно негованих сензибилитета и помодних трендова, Стојановић је изразит пример стваралачког индивидуализма у генерацији која је тај индивидуализам најмање неговала. Зато је његова књига Круговање не само пример изразитог песничког домета, који представља снажан прилог и подстицај изузетно значајном току нашег песништва, него и објава једног моралног и духовног пројекта. Пројекта који припада традицији српске духовности у најбољем и најизворнијем смислу те речи … и у контексту савременог песништва највише се приближава модерном класицизму. | ” |
| — Алек Вукадиновић | |   |

## Новинарство
Почетком 1990. Стојановић је почео је да пише за први опозициони лист у Србији, Погледи. У овом периоду интервјуисао је неке од најпознатијих српских писаца у Београду, међу којима и Мома Капора, Алека Вукадиновића, и Николу Милошевића. Током своје друге посете Паризу у мају и јуну 1990. интервјуисао је неколико познатих српских сликара – Љубу Поповића, Петра Омчикуса, и Милоша Шобајића, као и француског математичара и песника Жака Клода Вилара. У децембру 1990. отишао је у Америку као страни дописник.
За књигу интервјуа Разговори добио је награду Растко Петровић Удружења књижевника Србије и Матице исељеника Србије. У књизи су се нашли, поред већ поменутих интервјуа, и интервјуи с неколико великих америчких писаца, укључујући Сола Белоуа, Чарлса Симића и Стива Тешича.

## Стил
Стојановићеве књиге сачињене су од циклуса сажетих песама, једноставних и у исто време комплексних у смислу пажљиво организоване структуре, тако да остављају утисак дугих поема или спевова. Ово се нарочито односи на књиге Знак и његова деца,Облик, и Творитељ у којима је, с релативно малим бројем речи понављаним у различитим контекстима, успео да створи и разради своју сопствену космогонију. Из тог разлога један критичар га је описао као космософисту.

## Дела
- Круговање: 1978–1987, Народна књига, Алфа, Београд, 1993.
- Круговање: 1978–1987, друго издање, Народна књига, Алфа, Београд, 1998.
- Сунце себе гледа, Књижевна реч, Београд, 1999.
- Знак и његова деца, Просвета, Београд, 2000.
- Облик, Граматик, Подгорица, 2000.
- Творитељ, Народна књига, Алфа, Београд, 2000.
- Круговање, треће издање, Народна књига, Алфа, Београд, 2000.
- Плес времена, Конрас, Београд, 2007.

### Интервјуи
- Разговори, Књижевна реч, Београд, 1999

## Галерија
| - Стив Тешич и Дејан Стојановић у Чикагу 1990. - Принц Томислав Карађорђевић и Дејан Стојановић у Чикагу 1993. - Хелен Делић Бентли и Дејан Стојановић у Чикагу 1993. - Жак Клод Вилар и Дејан Стојановић у Паризу, маја 1990. |